# Used Songs 1973-1980
Used Songs 1973-1980 è una raccolta di successi del cantautore statunitense Tom Waits.
Concentrata sul periodo artistico precedente alla trilogia sperimentale degli anni '80 (Swordfishtrombones, Rain Dogs, Franks Wild Years), Used Songs riporta alla luce il Waits cupo dei primi anni, curvo sul pianoforte e circondato da fumo di sigaretta, ma capace di scrivere e musicare grandi pezzi come "Tom Traubert's Blues" o "Blue Valentines".

## Tracce
Tutte le canzoni sono state scritte da Tom Waits
1. Heartattack and Vine - 4:44
2. Eggs and Sausage (In a Cadillac With Susan Michelson) - 4:23
3. A Sight for Sore Eyes - 4:41
4. Whistlin' Past the Graveyard - 3:16
5. Burma Shave - 6:33
6. Step Right Up - 5:40
7. Ol' '55 - 3:58
8. I Never Talk to Strangers (con Bette Midler) - 3:38
9. Mr. Siegal - 5:14
10. Jersey Girl - 5:10
11. Christmas Card from a Hooker in Minneapolis - 4:32
12. Blue Valentine - 5:51
13. (Looking for) The Heart of Saturday Night - 3:51
14. Muriel - 3:34
15. Wrong Side of the Road - 5:14
16. Tom Traubert's Blues (Four Sheets to the Wind in Copenhagen) - 6:35